# 바라크 칸
바라크(Barāq, ? ~ 1271년)은 차가타이 한국의 제 8대 칸(재위:1266년 ~ 1271년)이다. 칭기즈칸 차남 차가타이의 장남인 무투겐의 삼남 이슨 도아의 차남이다.

## 생애
칭기즈칸의 4대손이며 차가타이의 증손자가 된다. 1266년에 알루구가 죽고 알루구에 의해 쫓겨났던 무바라크 샤가 잠시 칸위를 차지했다가 곧 바라크로 교체됐다. 1266년, 알루구의 뒤를 이어 칸위에 오른 바라크(Baraq)도 하이두와의 전투를 계속했다. 차가타이의 칸이 바라크로 교체되자 카이두는 다시 원정에 나섰다. 카이두는 킵차크 칸국의 만그 티무르의 지원을 받아 차가타이 칸국을 침입하여 시르다라강 근처와 코잔트에서 벌어진 두 번의 전투를 승리로 이끌었다.
이 두 번의 전투에서 패한 바라크는 트란속시아나로 도망친 뒤 사마르칸트와 부하라를 약탈하여 군대를 다시 모았다. 바라크의 격렬한 저항으로 전쟁이 장기화될 기미를 보이자 카이두는 배후의 쿠빌라이가 침입해올 것을 염려해 바라크와 1269년에 강화를 체결하고 본국으로 돌아갔다.
강화 의 결과 카이두와 만그 티무르가 트란속시아나의 3분의 1을 차지하게 됐으며 카이두는 차가타이 칸국이 소유하고 있던 투르키스탄 대부분을 차지하게 됐다. 하지만 카이두는 강화대로 이 땅을 만그 티무르에게 주지 않고 자신의 영토로 병합시켰다.
강화는 체결되었지만 바라크는 이 강화에 만족하지 못했다. 그는 부하라를 재정복하려 했으며 사마르칸트를 약탈하려고도 했다.
카이두는 바라크의 이러한 불만을 이용하여 바라크에게 아바카가 다스리고 있는 일 한국을 공격할 것을 종용했다. 바라크는 이 제의에 쉽게 응하여 일 한국을 공격할 준비에 나섰다. 이에 카이두는 자신의 아들인 차파르가 이끄는 군대를 지원했으며 킵차크 한국 역시 군대를 지원했다.
1270년 바라크는 이 제안에 넘어가 먼저 일 한국을 공격했지만 하이두의 지원군이 그를 배신하면서 일 한국의 군대에게 대패를 당하고 말았다. 킵차크 칸국과 카이두의 지원을 받은 바라크는 아바카 휘하의 장수인 테구데르에게 반란을 일으키게 한 뒤 군대를 일으켜 호라산에서 일 칸국의 군대를 격파했다.
하지만 킵차크 칸국과 카이두는 바라크의 성공을 탐탁지 않게 여기고 있었다. 이 때문에 킵차크 한국 군대는 바라크 휘하의 장군인 잘라이르타이(Jalayirtai)와의 언쟁을 구실삼아 군대를 퇴각시켰다. 바라크는 자라일타이를 보내 킵차크 한국 군대에 용서를 구하고 복귀할 것을 설득했지만 허사였다. 킵차크 한국의 군대가 떠나자 카이두가 보낸 차파르 역시 자신의 군대를 버리고 본국으로 도망가버렸다.
차파르가 도망오자 카이두는 아예 바라크와의 관계를 끊고 아바카와 우호관계를 맺었다. 설상가상으로 1270년, 바라크의 군대는 아바카와의 전투에서 대패를 당했고 바라크는 부상을 입었다.
엄청난 손해를 본 채 본국으로 돌아온 바라크는 카이두에게 지원을 요청하는 편지를 보냈지만 카이두는 군대를 보내는 것으로 응답했다. 결국 1271년, 바라크는 카이두의 군대에 둘러싸인 채 막사에서 사망했으며 카이두는 죽은 바라크 대신 이름뿐인 칸 네구베이(Negubei)를 차가타이 칸으로 세웠다. 차가타이 한국은 오고타이 한국의 속국으로 전락해버리고 말았다. 그 이후 하이두는 차가타이 한국을 완전히 장악했다.
| 전임 재종형 무바라크 샤 | 제8대 차가타이 한국의 칸 1266년 ~ 1271년 | 후임 사촌 네구베이 |

## 같이 보기
- 쿠빌라이-카이두 전쟁